# Gol Afzān
Gol Afzān (persiska: گل افزان) är en ort i Iran.   Den ligger i provinsen Gilan, i den nordvästra delen av landet, 250 km nordväst om huvudstaden Teheran. Gol Afzān ligger 9 meter över havet och antalet invånare är 798.
Terrängen runt Gol Afzān är platt.Runt Gol Afzān är det ganska tätbefolkat, med 120 invånare per kvadratkilometer. Närmaste större samhälle är Fūman, 4,5 km sydväst om Gol Afzān. Trakten runt Gol Afzān består till största delen av jordbruksmark.